# Borgo Priolo
Borgo Priolo es una localidad y comune italiana de la provincia de Pavía, región de Lombardía, con 1.417 habitantes.

## Evolución demográfica
| Gráfica de evolución demográfica de Borgo Priolo entre 1861 y 2001 |
|                                                                    |
| Fuente ISTAT - elaboración gráfica de Wikipedia                    |